# 稲垣早織
稲垣 早織（いながき さおり、1990年2月19日 - ）は、千葉県出身の新体操選手。2008年北京オリンピック代表（新体操団体）。日本女子体育大学卒業。イオン出身。身長164cm。

## 経歴
6歳から新体操を始める。2005年12月、新体操日本代表オーディションに合格。2006年4月よりフェアリージャパンに加入。2009年9月三重世界新体操選手権を最後に選抜団体メンバーからは引退。以後、所属大学新体操部の団体メンバーとして活躍。大学卒業後の2012年4月から2015年3月までの3年間NHKラジオ・テレビ体操のアシスタントを務めた。

## 主な試合結果
新体操日本ナショナル選抜団体チームとして
- 2006年 W杯ファイナル 団体種目別 フープ＋クラブ 7位
- 2007年 世界新体操選手権 団体総合 7位
- 2008年 北京オリンピック 団体総合 10位
- 2009年 W杯・ポルチマン大会 種目別リボン＋ロープ 優勝
- 2009年 世界新体操選手権三重大会 団体総合 8位 種目別リボン+ロープ 4位